# Flaggen der Provinzen Sri Lankas

Geographische Lage Sri Lankas

Die nachfolgende Liste enthält die Flaggen der Provinzen (singhal. පළාත, tamil. மாகாணம், engl. Provinces) des Inselstaates Demokratische Sozialistische Republik Sri Lanka.

## Flaggenübersicht

### Aktuelle Flaggen
| Karte | Provinz                                                           | Flagge                | Aussehen (Bedeutung) |
| ----- | ----------------------------------------------------------------- | --------------------- | --- |
|       | Nordprovinz උතුරු පළාත வட மாகாணம் Northern Province                     | Seitenverhältnis 4:7  | Auf dem Grundtuch bestehend aus einer Trikolore mit senkrechten Streifen, von links nach rechts in Rot (steht für Arbeit und Fleiß), Weiß (steht für Brüderlichkeit, Frieden und Koexistenz) und Grün (steht für Natur und Landwirtschaft), umgeben von einem Rahmen in Blau (steht für Ozeanressourcen), liegt zentrisch eine 24-strahlige Sonne in Gelb (steht für Synergie von Energie und natürlicher Energiequelle). |
|       | Nordwestprovinz වයඹ පළාත வடமேல் மாகாணம் North Western Province          | Seitenverhältnis 1:2  | |
|       | Nordzentralprovinz උතුරු මැද පළාත வடமத்திய மாகாணம் North Central Province  | Seitenverhältnis 3:5  | |
|       | Ostprovinz නැ‌ගෙනහිර පළාත கிழக்கு மாகாணம் Eastern Province                   | Seitenverhältnis 5:8  | |
|       | Provinz Sabaragamuwa සබරගමුව පළාත சப்ரகமுவ மாகாணம் Sabaragamuwa Province | Seitenverhältnis 5:8  | Auf dem Grundtuch in Braun-Rot, umgeben von einem Rahmen in Gelb, liegt von links nach rechts eine 24-strahlige Sonne mit Gesicht in Gelb, ein stehender Löwe mit Peitsche in der rechten Vorderpfote in Gelb und ein Hase auf einem 24-strahligen Mond mit Gesicht in Gelb, sowie in den vier Ecken je ein Pappelfeigenblatt in Gelb.                                                                                    |
|       | Provinz Uva ඌව පළාත ஊவா மாகாணம் Uva Province                           | Seitenverhältnis 7:10 | |
|       | Südprovinz දකුණු පළාත தென் மாகாணம் Southern Province                      | Seitenverhältnis 3:5  | Auf dem Grundtuch in Braun-Rot, umgeben von einem Rahmen in Gelb, liegt von links nach rechts eine 12-strahlige Sonne in Gelb mit einem Ring in Braun-Rot, ein rennender Löwe mit Kastane in der rechten Vorderpfote in Gelb und ein Mond in Gelb mit zwei Ringen in Braun-Rot, sowie in den vier Ecken je ein Pappelfeigenblatt in Gelb.                                                                                 |
|       | Westprovinz බස්නාහිර පළාත மேல் மாகாணம் Western Province                    | Seitenverhältnis 8:17 | |
|       | Zentralprovinz මධ්‍යම පළාත மத்திய மாகாணம் Central Province                 | Seitenverhältnis 2:3  | |

### Historische Flaggen
| Karte | Provinz                                                             | Flagge               | Aussehen (Bedeutung) |
| ----- | ------------------------------------------------------------------- | -------------------- | --- |
|       | Nordostprovinz උතුරු නැ‌ගෙනහිර පළාත வடக்குக் கிழக்கு மாகாணம் North Eastern Province | Seitenverhältnis 2:3 | Auf dem Grundtuch bestehend aus einer Trikolore mit senkrechten Streifen, von links nach rechts in Rot, Weiß und Grün, liegt zentrisch eine 12-strahlige Sonne in Gelb. |